# Lupinus werdermannianus
Lupinus werdermannianus är en ärtväxtart som beskrevs av Charles Piper Smith. Lupinus werdermannianus ingår i släktet lupiner, och familjen ärtväxter. Inga underarter finns listade i Catalogue of Life.